# Romani Americans
Romani Americans zijn mensen in de Verenigde Staten wiens voorouders uit India kwamen. Ze kwamen in de 19e - 20e eeuw via Oost-Europa naar de Verenigde Staten. Er zijn naar schatting een miljoen Roma in de Verenigde Staten. Ze stonden bekend als Amerikaanse zigeuners.